# Liste der Bodendenkmäler in Gundremmingen
Auf dieser Seite sind die Bodendenkmäler in der schwäbischen Gemeinde Gundremmingen zusammengestellt. Diese Tabelle ist eine Teilliste der Liste der Bodendenkmäler in Bayern. Grundlage ist die Bayerische Denkmalliste, die auf Basis des Bayerischen Denkmalschutzgesetzes vom 1. Oktober 1973 erstmals erstellt wurde und seither durch das Bayerische Landesamt für Denkmalpflege geführt wird. Die folgenden Angaben ersetzen nicht die rechtsverbindliche Auskunft der Denkmalschutzbehörde.

## Bodendenkmäler in Gundremmingen
| Lage                      | Objekt | Akten-Nr.     | Bild           |
| ------------------------- | --- | ------------- | -------------- |
| (Standort)                | Siedlungsfunde des Neolithikums.                                                                                  | D-7-7428-0023 |                |
| (Standort)                | Siedlung des Neolithikums, Siedlung und Kreisgraben vor- und frühgeschichtlicher Zeitstellung.                    | D-7-7428-0039 |                |
| (Standort)                | Straße der römischen Kaiserzeit.                                                                                  | D-7-7428-0307 |                |
| (Standort)                | Spätrömisches Kastell (Bürgle).                                                                                   | D-7-7428-0316 | weitere Bilder |
| (Standort)                | Siedlung des Neolithikums.                                                                                        | D-7-7428-0317 |                |
| (Standort)                | Siedlung und Gräberfeld der römischen Kaiserzeit.                                                                 | D-7-7428-0322 |                |
| (Standort)                | Römisches Tongrubenfeld.                                                                                          | D-7-7428-0362 |                |
| (Standort)                | Gräber der Spätlatènezeit.                                                                                        | D-7-7428-0365 |                |
| (Standort)                | Brandgräber der Urnenfelderzeit, Grabhügel der Hallstattzeit, Siedlung und Gräber der römischen Kaiserzeit.       | D-7-7428-0373 |                |
| (Standort)                | Siedlung, Werkplatz und Gräber der römischen Kaiserzeit.                                                          | D-7-7428-0498 |                |
| (Standort)                | Straße der römischen Kaiserzeit.                                                                                  | D-7-7428-0517 |                |
| (Standort)                | Mittelalterlicher Burgstall.                                                                                      | D-7-7528-0014 |                |
| (Standort)                | Siedlung vor- und frühgeschichtlicher Zeitstellung.                                                               | D-7-7528-0015 |                |
| (Standort)                | Siedlung vor- und frühgeschichtlicher Zeitstellung.                                                               | D-7-7528-0016 |                |
| (Standort)                | Verebnete Grabhügel vorgeschichtlicher Zeitstellung.                                                              | D-7-7528-0017 |                |
| (Standort)                | Verebnete Grabhügel vorgeschichtlicher Zeitstellung.                                                              | D-7-7528-0018 |                |
| (Standort)                | Burgus der römischen Kaiserzeit.                                                                                  | D-7-7528-0020 |                |
| Kirchstraße 10 (Standort) | Mittelalterliche und frühneuzeitliche Befunde im Bereich der katholischen Pfarrkirche St. Martin in Gundremmingen | D-7-7528-0196 | weitere Bilder |